# Cantù
Cantù [kanˈtu] é uma comuna italiana da região da Lombardia, província de Como, com cerca de 35.172 habitantes. Estende-se por uma área de 23 km², tendo uma densidade populacional de 1529 hab/km². Faz fronteira com Alzate Brianza, Brenna, Capiago Intimiano, Carimate, Cermenate, Cucciago, Figino Serenza, Mariano Comense, Orsenigo, Senna Comasco, Vertemate con Minoprio.

## Demografia
| Variação demográfica do município entre 1861 e 2011                               |
|                                                                                   |
| Fonte: Istituto Nazionale di Statistica (ISTAT) - Elaboração gráfica da Wikipedia |